# They Are Billions
They Are Billions est un jeu vidéo de stratégie en temps réel et de survie indépendant, développé et édité par Numantian Games, sorti en 2017 en accès anticipé sur Windows. La version complète est sortie en 2019 sur Windows, ainsi que sur PlayStation 4 et Xbox One.
Le joueur y dirige un campement qu'il doit construire de façon à survivre à des assauts de hordes de zombies.

## Contexte
They Are Billions se passe dans un monde post-apocalytpique, steampunk. Des morts-vivants peuplent le monde, et des villes de survivants subsistent. Le jeu n'apporte pas d'explication quant à comment le monde en est arrivé là, mais un mode campagne, en développement, y répondra à l'avenir. 

## Style de jeu
Le jeu se base sur de la stratégie en temps réel, de la construction de base, et de la gestion de ressource. 

## Accueil
Le jeu sort en accès anticipé en décembre 2017. En moins de 2 mois de vente sur Steam, le jeu regroupe plus de 400 000 joueurs. They Are Billions ne présente alors qu'un mode survie, mais connait déjà un grand succès pour un jeu indépendant. Sortie de la version officielle sur Steam le 18 juin 2019.